# Lei do 44

Localização de Mato Grosso do Sul, região da "Lei do 44".

Lei do 44 foi uma antiga denominação popular ao velho sul de Mato Grosso, região que atualmente corresponde ao estado de Mato Grosso do Sul, devido ao seu histórico de anomia e impunidade para criminosos.
A denominação baseia-se num contexto em que as divergências políticas e as disputas pela terra e pelo poder estadual em Mato Grosso resolviam-se, muitas vezes, nos confrontos armados, na destruição das propriedades dos adversários e na morte de líderes de grupos opostos. A numeração de "44" se originou de armas de fogo de calibre .44, cujas eram geralmente as mais usadas para se fazer justiça na região.